# Burg Chudý Hrádek
Die Ruine der Burg Chudý Hrádek (deutsch Chudyhradek) liegt sechs Kilometer nordwestlich von Dubá in der Daubaer Schweiz.
Sie wurde auf Sandsteinfelsen am Zusammenfluss zweier Bäche im Gründeltal (Dolské údolí) zwischen Holany und Dřevčice errichtet. Unterhalb der Burg befand sich früher die Ausflugsgaststätte Dolský Mlýn (Gründelmühle).

## Geschichte
Die erste Erwähnung der Burg Hrádek stammt von 1391, als Heinrich der Ältere Berka von Dubá auf Burg Houska seinen Besitz an seine Söhne verteilte. Seinen jüngsten Sohn Heinrich Vaněk bedachte er mit Hrádek sowie Houska, Milčany und Frýdlant fielen. 1402 übernahm Vaněk nach dem Tode des Vaters den Besitz und machte Hrádek zu seinem Sitz. Seine beiden Söhne Heinrich und Johann holte er mit deren Erzieher Pater Nikolaus aus Prag auf die Burg.
Um 1519 wurde Georg Ostersky Kaplirz zu Sulewicz Besitzer der Burg, er verkaufte sie 1532 an Wenzel von Wartenberg auf Rübenau, der sie mit der Herrschaft Neuschloß vereinigte.
Als 1622 Johann Georg von Wartenberg als Aufständischer enteignet wurde, fand Chuhyhradek in der Aufstellung seines konfiszierten Besitzes noch Erwähnung, aber die Burg war zu der Zeit wahrscheinlich schon unbewohnt. Danach verfiel das Gemäuer und die Ruinen wurden später nur noch als Pustý zámek (Wüstes Schloss) oder Poustka genannt. Der im Quellgebiet des Dolský potok (Gründelbach) befindliche Weiler Poustka (Pauska) erhielt ebenfalls diesen Namen.
1709 wurde im Tal unter der Ruine an der Stelle einer älteren Mühle die Gründelmühle errichtet. Aus dem Sandsteinmassiv am Teufelsgrund fließen mehrere klare Quellen wie der Teufelsbrunnen (Čertova studánka), der Tanneborn (Jedlová studánka) und der Schinderbrunnen (Rasova studánka) in den Gründelbach, dessen Wasser hier als trinkbar gilt.
Von der nur von Süden zugänglichen Burg auf einer Felszunge sind, umgeben von den Resten des Wallgrabens, auf dem 150 m langen Burggelände die Mauern des Hauptgebäudes bis zu vier Metern Höhe sowie der teilweise verschüttete Brunnen erhalten. An der Nordseite zum Wiesengrund hin liegen zwei in den Sandstein gehauene Burgkeller.